# پرتقال‌پیچیان
پرتقال‌پیچیان (نام علمی: Toddalioideae) نام یک زیرخانواده از تیره سدابیان است.